# B-nario (album)
B-nario è l'album di esordio dell'omonimo gruppo musicale.

## Tracce
1. Stanotte – 4:25
2. 1Blu – 3:30
3. Battisti – 4:28
4. Chiamalo sfogo – 3:03
5. Tra me e te – 3:32
6. Non lo puoi fare – 3:18
7. James Brown – 3:29
8. Voglio fare il D.J. – 3:49